# Miniac-sous-Bécherel
Miniac-sous-Bécherel är en kommun i departementet Ille-et-Vilaine i regionen Bretagne i nordvästra Frankrike. Kommunen ligger i kantonen Bécherel som tillhör arrondissementet Rennes. År 2022 hade Miniac-sous-Bécherel 788 invånare.

## Befolkningsutveckling
Antalet invånare i kommunen Miniac-sous-Bécherel
Referens:INSEE